# Bathyraja brachyurops
Bathyraja brachyurops là loài cá đuối thuộc họ Rajidae. Loài này sinh sống ở độ sâu 28 tới 604 mét dưới mặt nước biển, hầu hết được tìm thấy ở vùng biển có độ sâu dưới 250 mét, từ Valdivia và Eo biển Magellan tới Argentina và Quần đảo Falkland. Chúng có chiều dài tối đa lên tới khoảng 125 xentimét khi sống đến tuổi 20. Ở cả giống đực và cái, loài Bathyraja brachyurops thành thục ở độ tuổi từ 8 tới 10.